# Église Saint-Pierre-aux-Liens de Brienne-la-Vieille
L'église Saint-Pierre-aux-Liens est une église située à Brienne-la-Vieille, en France.

## Localisation
L'église est située sur la commune de Brienne-la-Vieille, dans le département français de l'Aube.

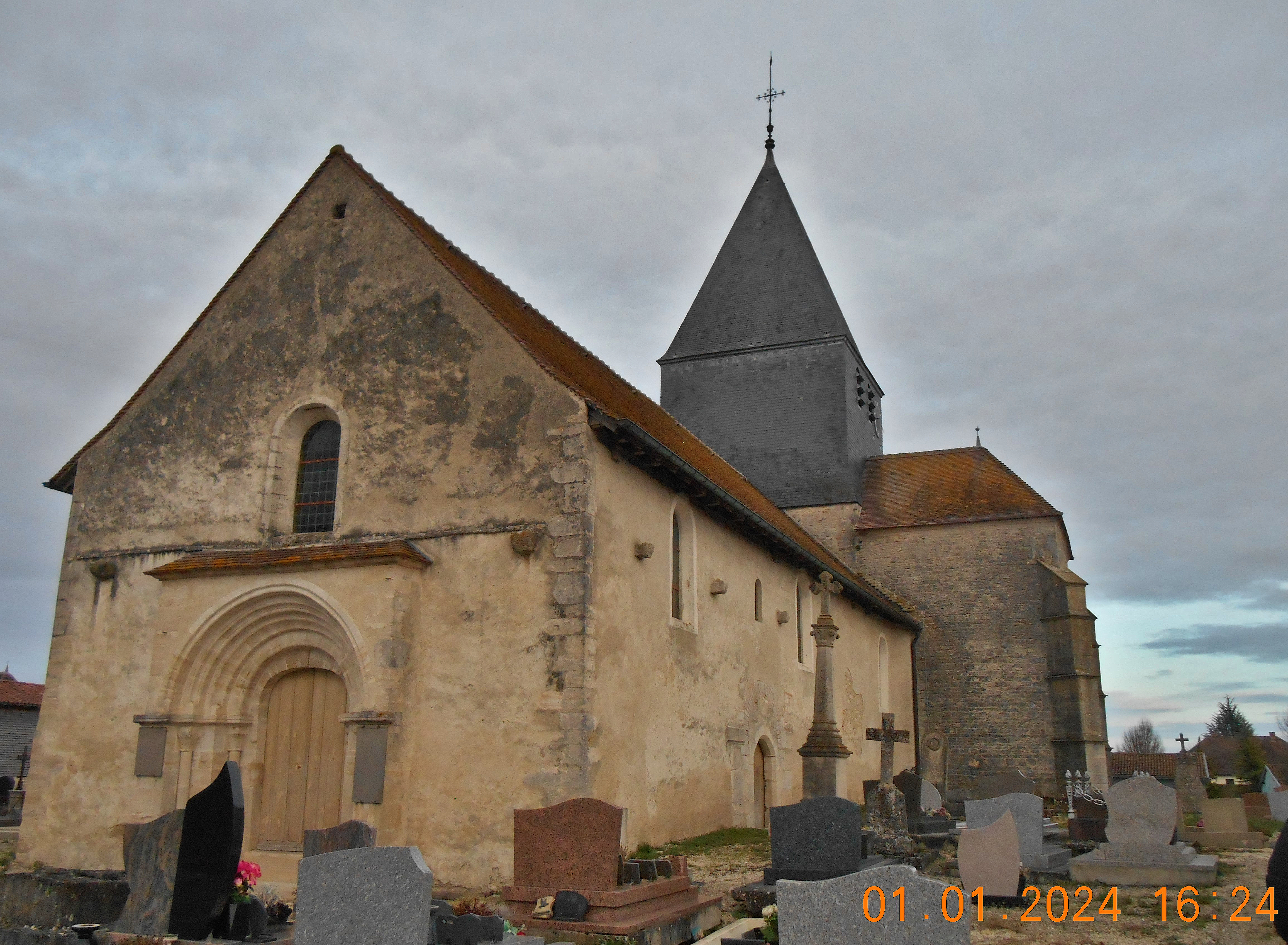
Entrée de l'église Saint-Pierre-aux-Liens de Brienne-la-Vieille, du côté Ouest de l'édifice.

## Historique
La paroisse était du doyenné de Brienne. La cure était à la présentation de l'abbé de Montier dès 1185. Les dîmes se partageaient entre l'abbaye de Basse-Fontaine et celle de Montier. La nef de l'église est romane et les parties les plus anciennes sont du XIIe siècle ainsi que la base de la tour. Ses fenêtres ont été agrandies au XVIIIe siècle. Le plafond de bois date du XIVe siècle. Le chœur et l'abside sont du XVIe siècle. Les chapelles du XVIIIe siècle. La chapelle sud renferme des reliques de saint Jean-Baptiste provenant de Basse-Fontaine depuis 1773. Le portail roman, raccourci à sa base provient de cette même abbaye. L'église est consacrée à saint Pierre-ès-liens.
L'édifice est classé au titre des monuments historiques en 1907.